# Dama u smeđem
Dama u smeđem (eng. Brown Lady) je duh koji navodno proganja Raynham u Norfolku u Engleskoj. Postao jedan od najpoznatijih duhova u Velikoj Britaniji. Svoje ime je dobio zato što navodno nosi smeđu haljinu.

## Identitet duha
Prema legendi, dama u smeđem je zapravo Dorothy Walpole (1686. – 1726.), sestra Roberta Walopolea koji je bio prvi premijer Velike Britanije. Ona je bila druga žena Carles Taunsendom koji je bio poznat po svojoj čudnoj naravi. Priča kaže da je Townsend otkrio kako je njegova supruga imala preljub s lordom Wharton, te ju je Charles zbog toga zaključao u prostoriji obiteljske kuće. Umrla je 1726. godine od velikih boginja. 

## Vanjske poveznice
- 'The Brown Lady of Raynham' on the Museum of Hoaxes website
- 'The Brown Lady of Raynham' on paranormaland.com
- Analysis of the photograph of the 'Brown Lady' in  Fortean Times   Arhivirana inačica izvorne stranice od 22. srpnja 2010. (Wayback Machine)
- 'The Brown Lady of Raynham' on Haunted Hamilton